# 1. Tennis-Bundesliga (Herren) 2007
In der 36. Saison der Tennis-Bundesliga der Herren wurde 2007 die Mannschaft von TK Grün-Weiss Mannheim Deutscher Meister.

## Spieltage und Mannschaften
| Spieltage                                    |
| -------------------------------------------- |
| 1. Spieltag: Fr., 6. Juli 2007, 13:00 Uhr    |
| 2. Spieltag: So., 8. Juli 2007, 11:00 Uhr    |
| 3. Spieltag: So., 15. Juli 2007, 11:00 Uhr   |
| 4. Spieltag: So., 22. Juli 2007, 11:00 Uhr   |
| 5. Spieltag: So., 29. Juli 2007, 11:00 Uhr   |
| 6. Spieltag: Fr., 3. August 2007, 13:00 Uhr  |
| 7. Spieltag: So., 5. August 2007, 11:00 Uhr  |
| 8. Spieltag: So., 12. August 2007, 11:00 Uhr |
| 9. Spieltag: Sa., 18. August 2007, 13:00 Uhr |

| Mannschaften            |
| ----------------------- |
| 1. FC Nürnberg          |
| Erfurter TC Rot-Weiß    |
| HTC Blau-Weiß Krefeld   |
| Kurhaus Lambertz Aachen |
| Rochusclub Düsseldorf   |
| Solinger TC 1902        |
| TC Blau-Weiss Halle     |
| TC Blau-Weiss Neuss     |
| TK Grün-Weiss Mannheim  |
| TV Reutlingen           |

## Saisonüberblick
Der Wacker Burghausen, sportlicher Aufsteiger der 2. Bundesliga Herren Gruppe Süd, hatte auf den Aufstieg verzichtet und trat 2007 in der Bayernliga Gruppe Süd an, der höchsten Liga in Bayern nach der Regionalliga Süd.

So konnte der als Neunter der 1. Tennis-Bundesliga 2006 sportlich abgestiegene 1. FC Nürnberg auch in der Saison 2007 wieder in der 1. Bundesliga antreten. Der Club musste aber nach dieser Saison endgültig den Abstieg in die 2. Bundesliga antreten.

## Abschlusstabelle
|     | Mannschaft                | Begegnungen | Punkte | Matches | Sätze | Spiele  |
| --- | ------------------------- | ----------- | ------ | ------- | ----- | ------- |
| 01. | TK Grün-Weiss Mannheim    | 9           | 14:4   | 35:19   | 80:46 | 589:474 |
| 02. | Erfurter TC Rot-Weiß      | 9           | 14:4   | 35:19   | 81:49 | 600:498 |
| 03. | TC Blau-Weiss Halle (M)   | 9           | 13:5   | 34:20   | 79:49 | 593:501 |
| 04. | Rochusclub Düsseldorf     | 9           | 12:6   | 36:18   | 78:47 | 583:469 |
| 05. | Kurhaus Lambertz Aachen   | 9           | 11:7   | 34:20   | 80:48 | 594:502 |
| 06. | HTC Blau-Weiß Krefeld     | 9           | 09:9   | 23:31   | 53:74 | 478:569 |
| 07. | TC Blau-Weiss ASICS Neuss | 9           | 06:12  | 27:27   | 59:66 | 521:531 |
| 08. | TV Reutlingen             | 9           | 06:12  | 22:32   | 51:73 | 485:548 |
| 09. | Solinger TC 1902 (N)      | 9           | 04:14  | 12:42   | 36:90 | 450:614 |
| 10. | 1. FC Nürnberg            | 9           | 01:17  | 12:42   | 34:89 | 389:576 |

|                      |                                                                |
| Zum Saisonende 2006: |                                                                |
| (M)                  | Meister, Meister in der Vorsaison                              |
| (N)                  | Neuling, Aufsteiger aus der 2. Tennis-Bundesliga (Herren) 2006 |

| Zum Saisonende 2007:                                        |
| Meister Absteiger in die 2. Tennis-Bundesliga (Herren) 2008 |

## Mannschaftskader
| Pos. | Name                |
| ---- | ------------------- |
| 1    | Florian Mayer       |
| 2    | Carlos Berlocq      |
| 3    | Thierry Ascione     |
| 4    | Andreas Vinciguerra |
| 5    | Jérôme Haehnel      |
| 6    | Jan Mertl           |
| 7    | Simone Vagnozzi     |
| 8    | Giorgio Galimberti  |
| 9    | Stefan Wauters      |
| 10   | Michal Tabara       |
| 11   | Ralph Regus         |
| 12   | Pavel Schalomov     |
| 13   | Daniel Dolbea       |
| 14   |                     |
| 15   |                     |
| 16   |                     |

| Pos. | Name              |
| ---- | ----------------- |
| 1    | Dominik Hrbatý    |
| 2    | Andreas Seppi     |
| 3    | Tomáš Zíb         |
| 4    | Ilija Bozoljac    |
| 5    | Bohdan Ulihrach   |
| 6    | Łukasz Kubot      |
| 7    | Younes El Aynaoui |
| 8    | Ivo Minář         |
| 9    | Marco Mirnegg     |
| 10   | František Čermák  |
| 11   | Petr Pála         |
| 12   | Tomáš Cibulec     |
| 13   | Martin Wick       |
| 14   | Andreas Kipp      |
| 15   |                   |
| 16   |                   |

| Pos. | Name                   |
| ---- | ---------------------- |
| 1    | Paolo Lorenzi          |
| 2    | Dennis van Scheppingen |
| 3    | Franco Ferreiro        |
| 4    | Máximo González        |
| 5    | Diego Junqueira        |
| 6    | Marco Crugnola         |
| 7    | Fred Hemmes            |
| 8    | Eric Reuijl            |
| 9    | Mario Lešić            |
| 10   | Dominik Pfeiffer       |
| 11   | Sven André             |
| 12   | Pascal Wilkat          |
| 13   |                        |
| 14   |                        |
| 15   |                        |
| 16   |                        |

| Pos. | Name                    |
| ---- | ----------------------- |
| 1    | Albert Montañés         |
| 2    | Kristof Vliegen         |
| 3    | Simone Bolelli          |
| 4    | Davide Sanguinetti      |
| 5    | Konstantinos Economidis |
| 6    | Jiří Vaněk              |
| 7    | Rainer Schüttler        |
| 8    | Simon Greul             |
| 9    | Jiří Novák              |
| 10   | Michal Mertiňák         |
| 11   | Dominik Meffert         |
| 12   | Jaroslav Levinský       |
| 13   | Max Wählen              |
| 14   |                         |
| 15   |                         |
| 16   |                         |

| Pos. | Name                     |
| ---- | ------------------------ |
| 1    | Michail Juschny          |
| 2    | Juan Mónaco              |
| 3    | Fabrice Santoro          |
| 4    | Sergio Roitman           |
| 5    | Luis Horna               |
| 6    | Martín Vassallo Argüello |
| 7    | Juan Pablo Guzmán        |
| 8    | Lukáš Dlouhý             |
| 9    | Mischa Zverev            |
| 10   | Albert Portas            |
| 11   | Christophe Rochus        |
| 12   | Robin Vik                |
| 13   | Tomas Behrend            |
| 14   | Maximilian Scheiter      |
| 15   |                          |
| 16   |                          |

| Pos. | Name             |
| ---- | ---------------- |
| 1    | Gero Kretschmer  |
| 2    | Lars Uebel       |
| 3    | Michael Kohlmann |
| 4    | Sascha Klör      |
| 5    | Clinton Thomson  |
| 6    | Roman Herold     |
| 7    | Michael Heußen   |
| 8    | Marius Zay       |
| 9    | Mathias Huning   |
| 10   |                  |
| 11   |                  |
| 12   |                  |
| 13   |                  |
| 14   |                  |
| 15   |                  |
| 16   |                  |

| Pos. | Name                   |
| ---- | ---------------------- |
| 1    | Jarkko Nieminen        |
| 2    | Marc Gicquel           |
| 3    | Óscar Hernández        |
| 4    | Diego Hartfield        |
| 5    | Werner Eschauer        |
| 6    | Rubén Ramírez Hidalgo  |
| 7    | Andrei Pavel           |
| 8    | Alexander Waske        |
| 9    | Oliver Marach          |
| 10   | Marco Chiudinelli      |
| 11   | Jean-François Bachelot |
| 12   | Christopher Kas        |
| 13   |                        |
| 14   |                        |
| 15   |                        |
| 16   |                        |

| Pos. | Name               |
| ---- | ------------------ |
| 1    | Potito Starace     |
| 2    | Stefan Koubek      |
| 3    | Daniele Bracciali  |
| 4    | Robin Haase        |
| 5    | Marcel Granollers  |
| 6    | Marcos Daniel      |
| 7    | Flavio Cipolla     |
| 8    | Tobias Summerer    |
| 9    | Stéphane Bohli     |
| 10   | Edgardo Massa      |
| 11   | Philipp Petzschner |
| 12   | Raphael Özelli     |
| 13   |                    |
| 14   |                    |
| 15   |                    |
| 16   |                    |

| Pos. | Name                 |
| ---- | -------------------- |
| 1    | Igor Andrejew        |
| 2    | Benjamin Becker      |
| 3    | Janko Tipsarević     |
| 4    | Alexander Peya       |
| 5    | Juan Pablo Brzezicki |
| 6    | Fernando Vicente     |
| 7    | Denis Gremelmayr     |
| 8    | Björn Phau           |
| 9    | Benedikt Dorsch      |
| 10   | Lars Burgsmüller     |
| 11   | Daniel Elsner        |
| 12   | Daniel Müller        |
| 13   | Sebastián Prieto     |
| 14   | Bruno Rodríguez      |
| 15   |                      |
| 16   |                      |

| Pos. | Name                   |
| ---- | ---------------------- |
| 1    | Alessio di Mauro       |
| 2    | Stefano Galvani        |
| 3    | Răzvan Sabău           |
| 4    | Viktor Troicki         |
| 5    | Marc López             |
| 6    | Leonardo Mayer         |
| 7    | Jean-Christophe Faurel |
| 8    | Leonardo Azzaro        |
| 9    | Pablo Santos González  |
| 10   | Vasilis Mazarakis      |
| 11   | Sebastian Fitz         |
| 12   | Florian Nufer          |
| 13   | Marc Alexander Kepler  |
| 14   |                        |
| 15   |                        |
| 16   |                        |

## Ergebnisse
| Datum/Uhrzeit        | Heimmannschaft          | Gastmannschaft          | Matches | Sätze | Spiele |
| -------------------- | ----------------------- | ----------------------- | ------- | ----- | ------ |
| Fr. 6. Juli 13:00    | Erfurter TC Rot-Weiß    | TC Blau-Weiß Halle      | 2:4     | 5:9   | 62:69  |
| Fr. 6. Juli 13:00    | HTC Blau-Weiß Krefeld   | Kurhaus Lambertz Aachen | 4:2     | 9:6   | 67:61  |
| Fr. 6. Juli 13:00    | Rochusclub Düsseldorf   | Solinger TC 1902        | 6:0     | 12:3  | 70:48  |
| Fr. 6. Juli 13:00    | TC Blau-Weiß Neuss      | 1. FC Nürnberg          | 6:0     | 12:1  | 72:32  |
| Fr. 6. Juli 13:00    | TK Grün-Weiss Mannheim  | TV Reutlingen           | 5:1     | 10:2  | 67:42  |
| So. 8. Juli 11:00    | Solinger TC 1902        | TC Blau-Weiß Neuss      | 0:6     | 2:12  | 49:74  |
| So. 8. Juli 11:00    | 1. FC Nürnberg          | HTC Blau-Weiß Krefeld   | 2:4     | 7:8   | 56:50  |
| So. 8. Juli 11:00    | TC Blau-Weiß Halle      | Kurhaus Lambertz Aachen | 2:4     | 6:9   | 64:66  |
| So. 8. Juli 11:00    | TK Grün-Weiss Mannheim  | Erfurter TC Rot-Weiß    | 3:3     | 7:7   | 66:66  |
| So. 8. Juli 11:00    | TV Reutlingen           | Rochusclub Düsseldorf   | 1:5     | 3:11  | 40:73  |
| So. 15. Juli 11:00   | Erfurter TC Rot-Weiß    | Solinger TC 1902        | 6:0     | 12:2  | 74:48  |
| So. 15. Juli 11:00   | HTC Blau-Weiß Krefeld   | TV Reutlingen           | 4:2     | 9:6   | 62:56  |
| So. 15. Juli 11:00   | Kurhaus Lambertz Aachen | Rochusclub Düsseldorf   | 3:3     | 7:6   | 59:59  |
| So. 15. Juli 11:00   | 1. FC Nürnberg          | TC Blau-Weiß Halle      | 2:4     | 4:9   | 46:61  |
| So. 15. Juli 11:00   | TC Blau-Weiß Neuss      | TK Grün-Weiss Mannheim  | 1:5     | 2:11  | 51:71  |
| So. 22. Juli 11:00   | Erfurter TC Rot-Weiß    | Kurhaus Lambertz Aachen | 4:2     | 9:7   | 64:64  |
| So. 22. Juli 11:00   | Rochusclub Düsseldorf   | TC Blau-Weiß Neuss      | 6:0     | 12:1  | 73:39  |
| So. 22. Juli 11:00   | TC Blau-Weiß Halle      | HTC Blau-Weiß Krefeld   | 6:0     | 12:1  | 76:48  |
| So. 22. Juli 11:00   | TK Grün-Weiss Mannheim  | Solinger TC 1902        | 3:3     | 8:7   | 61:55  |
| So. 22. Juli 11:00   | TV Reutlingen           | 1. FC Nürnberg          | 3:3     | 9:6   | 63:43  |
| So. 29. Juli 11:00   | HTC Blau-Weiß Krefeld   | Rochusclub Düsseldorf   | 4:2     | 8:6   | 55:59  |
| So. 29. Juli 11:00   | Kurhaus Lambertz Aachen | TV Reutlingen           | 5:1     | 11:2  | 75:50  |
| So. 29. Juli 11:00   | Solinger TC 1902        | TC Blau-Weiß Halle      | 1:5     | 5:11  | 56:70  |
| So. 29. Juli 11:00   | 1. FC Nürnberg          | TK Grün-Weiss Mannheim  | 1:5     | 3:11  | 47:69  |
| So. 29. Juli 11:00   | TC Blau-Weiß Neuss      | Erfurter TC Rot-Weiß    | 2:4     | 5:10  | 55:65  |
| Fr. 3. August 13:00  | Erfurter TC Rot-Weiß    | TV Reutlingen           | 4:2     | 10:4  | 72:51  |
| Fr. 3. August 13:00  | HTC Blau-Weiß Krefeld   | Solinger TC 1902        | 3:3     | 7:6   | 62:58  |
| Fr. 3. August 13:00  | Rochusclub Düsseldorf   | 1. FC Nürnberg          | 5:1     | 10:2  | 67:36  |
| Fr. 3. August 13:00  | TC Blau-Weiß Neuss      | TC Blau-Weiß Halle      | 2:4     | 5:10  | 45:69  |
| Fr. 3. August 13:00  | TK Grün-Weiss Mannheim  | Kurhaus Lambertz Aachen | 4:2     | 9:6   | 67:54  |
| So. 5. August 11:00  | Erfurter TC Rot-Weiß    | 1. FC Nürnberg          | 5:1     | 10:4  | 66:39  |
| So. 5. August 11:00  | Solinger TC 1902        | Kurhaus Lambertz Aachen | 0:6     | 1:12  | 40:75  |
| So. 5. August 11:00  | TC Blau-Weiß Halle      | Rochusclub Düsseldorf   | 3:3     | 7:6   | 65:62  |
| So. 5. August 11:00  | TK Grün-Weiss Mannheim  | HTC Blau-Weiß Krefeld   | 4:2     | 9:5   | 62:44  |
| So. 5. August 11:00  | TV Reutlingen           | TC Blau-Weiß Neuss      | 4:2     | 8:5   | 59:53  |
| So. 12. August 11:00 | HTC Blau-Weiß Krefeld   | Erfurter TC Rot-Weiß    | 2:4     | 4:10  | 49:68  |
| So. 12. August 11:00 | Kurhaus Lambertz Aachen | TC Blau-Weiß Neuss      | 4:2     | 10:5  | 72:59  |
| So. 12. August 11:00 | 1. FC Nürnberg          | Solinger TC 1902        | 2:4     | 6:8   | 58:60  |
| So. 12. August 11:00 | Rochusclub Düsseldorf   | TK Grün-Weiss Mannheim  | 3:3     | 8:8   | 63:64  |
| So. 12. August 11:00 | TV Reutlingen           | TC Blau-Weiß Halle      | 3:3     | 7:9   | 54:67  |
| Sa. 18. August 13:00 | Kurhaus Lambertz Aachen | 1. FC Nürnberg          | 6:0     | 12:1  | 68:32  |
| Sa. 18. August 13:00 | Solinger TC 1902        | TV Reutlingen           | 1:5     | 2:10  | 36:70  |
| Sa. 18. August 13:00 | Rochusclub Düsseldorf   | Erfurter TC Rot-Weiß    | 3:3     | 7:8   | 57:63  |
| Sa. 18. August 13:00 | TC Blau-Weiß Halle      | TK Grün-Weiss Mannheim  | 3:3     | 6:7   | 52:62  |
| Sa. 18. August 13:00 | TC Blau-Weiß Neuss      | HTC Blau-Weiß Krefeld   | 6:0     | 12:2  | 73:41  |